# كارل جاي كوتش
كارل جاي كوتش (بالإنجليزية: Carl J. Couch)‏ هو عالم اجتماع أمريكي، ولد في 9 يونيو 1925، وتوفي في 15 سبتمبر 1994.